# Upeneus filifer
Upeneus filifer (Ogilby, 1910) è un pesce perciforme appartenente alla famiglia Mullidae.